# Arnold Palmer
Arnold Daniel Palmer (10. září 1929, Latrobe, Pensylvánie – 25. září 2016, Pittsburgh, Pensylvánie) byl americký profesionální golfista, který je považován za jednoho z největších hráčů v golfové historii. Od roku 1955 vyhrál řadu turnajů jak na PGA Tour tak na okruhu dnes známém jako PGA Tour Champions. Byl přezdívaný The King (Král). Byl jednou z nejpopulárnějších postav golfu a první superstar golfu v televizním věku, který začal v 50. letech 20. století.

## Mládí
Arnold Palmer se narodil v Latrobe v Pensylvánii Doris Palmerové (rozené Morrisonové) a Milfredu Jerome "Deaconu" Palmerovi. Hrát golf se naučil od svého otce, který v mladém věku trpěl obrnou. Jeho otec byl hlavním správcem hřiště v Latrobe Country Clubu, díky čemuž ho mohl Arnold při údržbě hřiště doprovázet.
Palmer navštěvoval vysokou školu Wake Forest Collage, kde získal golfové stipendium. Studia zanechal po smrti blízkého přítele Buda Worshama (1929-1950) a narukoval do pobřežní stráže Spojených států amerických, kde sloužil tři roky. Na základně v New Jersey postavil devítijamkové hřiště, a nadále zdokonaloval své golfové dovednosti. Po skončení služby se Palmer vrátil na školu a pokračoval v soutěžním golfu.
Po vítězství na amatérském mistrovství USA v Detroitu v roce 1954 se rozhodl stát profesionálním golfistou. "Toto vítězství bylo zlomem v mém životě," říkal. "Díky němu jsem uvěřil, že dokážu soutěžit na nejvyšší úrovni." Když se reportéři ptali Genea Littlera kdo je ten mladý golfista, který odpaluje míčky na cvičném odpališti, řekl: "To je Arnold Palmer. Jednoho dne to bude skvělý hráč. Když udeří do míčku, země se otřese."
Po vítězství v Detroitu Palmer skončil v práci, kterou v té době měl v prodejně barev, a vydal se na turnaj Waite Memorial v Shawnee-on-Delaware v Pensylvánii. Tam se seznámil se svou budoucí manželkou, Winifred Walzer, se kterou byl ženatý 45 let až do její smrti v roce 1999.
Dne 17. listopadu 1954 Palmer oznámil svůj úmysl stát se profesionálním hráčem. Řekl přitom: "Co ostatní lidé hledají v poezii, jsem našel v letu dobrého odpalu."

## Kariéra
Palmerův první vítězný turnaj (v jeho nováčkovské sezóně) bylo roku 1955 Canadian Open, kde vyhrál 2.400 dolarů. Vylepšil si tím své herní postavení na několik příštích sezón. Palmerovo charisma hrálo velkou roli v tom, že se golf v 50. a 60. letech stal atraktivním televizním programem, což připravilo půdu pro popularitu, které se těší dodnes. První vítězný major, Masters v roce 1958, upevnil jeho pozici hlavní hvězdy golfu. V roce 1960 se stal prvním klientem začínajícího sportovního agenta Marka McCormacka.
V pozdějších rozhovorech McCormack uvedl pět vlastností, které přispívaly k Palmerově tržní hodnotě: pohledný vzhled; jeho relativně skromný původ (jeho otec byl správce hřiště a později klubový profesionál v Latrobe, což byl skromný klub); způsob, jakým hrál golf, když riskoval a přitom se nenechal ovládat emocemi; řada vzrušujících vítězství v době raného televizního vysílání golfových turnajů; a jeho přívětivost.

## Odkaz
"Nikdo jiný se tolik nezasloužil o popularitu sportu, jako Palmer." říká Adam Schupak z časopisu Golf Week "Svou osobností přenesl golf z venkovských klubů do hlavního proudu. Jednoduše řečeno, udělal z golfu cool věc."
V roce 2000 byl zařazen mezi šest největších hráčů všech dob v žebříčku magazínu Golf Digest a do roku 2008 vydělal odhadem 30 milionů dolarů.
Palmer byl v roce 2004 oceněn Prezidentskou medailí svobody a v roce 2009 Zlatou medailí Kongresu. Byl prvním golfistou, který získal Prezidentskou medaili svobody a druhým, po Byronu Nelsonovi, kterému byla udělena Zlatá medaile Kongresu.

## Osobní život
Palmer byl dvakrát ženatý. Se svou první ženou, Winnie Walzerovou, byl ženatý 45 let. Zemřela 20. listopadu 1999 ve věku 65 let po komplikacích v důsledku rakoviny vaječníků. Měli spolu dvě dcery. Se svou druhou ženou, Kathleen Gawthorpovou, se oženil na Havaji v roce 2005.
Palmerův vnuk, Sam Saunders (*1987), je taktéž profesionální golfista. Učil se hrát na hřišti Bay Hill, kde ve svých 15 letech vyhrál klubové mistrovství. Díky golfovému stipendiu navštěvoval Clemons University v Jižní Karolíně, profesionálem se stal v roce 2008. Saunders uvedl, že Palmerova rodinná přezdívka byla "Dumpy" (zavalitý).
Palmer během jarních a letních měsíců pobýval v Latrobe a v zimě v Orlandu a La Quinta v Kalifornii. Orlando poprvé navštívil v roce 1948 během vysokoškolského utkání. Když se usadil v Orlandu, pomohl městu stát se rekreační destinací, "změnil celý stát Florida na golfový ráj". To mimo jiné znamenalo vybudovat jeden z hlavních turnajů PGA Tour nebo přispět na stavbu nových nemocnic. Když se Tiger Woods dověděl o Palmerově smrti, řekl: "Moje děti se narodily ve Winnie Palmer Hospital for Women & Babies a kromě jeho úspěchů v golfu se bude vzpomínat i na jeho filantropickou práci." Na jeho počest byl pojmenován Bulvár Arnolda Palmera v Nortonu.
Od roku 1958 byl členem Svobodných zednářů.
Palmer byl od dětství fanouškem skotského fotbalového klubu Rangers F.C.

## Smrt
Arnold Palmer zemřel 25. září 2016 v University of Pittsburgh Medical Center, zatímco čekal na operaci srdce. Byl hospitalizován o tři dny dříve, k provedení srdečních testů. Po pohřbu byl zpopelněn a jeho popel byl rozptýlen v Latrobe Country Club.

### Pocty
Necelý týden po jeho smrti byla Palmerova památka uctěna oběma týmy během Ryder Cupu 2016 v Hazeltine. Pocty zahrnovaly minutu ticha při zahajovacím ceremoniálu, umístění Palmerova bagu na první odpaliště nebo proslovy kapitánů obou týmů.